# Lesotho címere

Jelenlegi címer

Lesotho címerét 2006 óta használják ebben a formában.

## Leírása
A címer egy sárga színű pajzs, amelyen a király jelképét, egy krokodilt ábrázoltak. A pajzs mögé egy kéve, valamint egy nyíl és egy knobkierie (buzogány) került, a pajzsot oldalról két barna ló tartja. Alul zöld dombon, barna szalagon helyezték el az ország mottóját: „Khotso, Pula, Nala” (Béke, eső, virágzás).

Lesotho címere 1966-2006 között